# Ludvík Daněk
Ludvík Daněk (Blansko, 6 januari 1937 – Hutisko-Solanec, 15 november 1998) was een Tsjecho-Slowaakse atleet, die was gespecialiseerd in het discuswerpen. Van 1964 tot 1974 behoorde hij tot de wereldtop op dit onderdeel. Hij werd olympisch kampioen, Europees kampioen en meervoudig nationaal kampioen. Ook verbeterde hij driemaal het wereldrecord in deze discipline. Hij nam viermaal achter elkaar deel aan de Olympische Spelen en won hierbij drie medailles.

## Biografie

### Begonnen als skieër
Zijn vader, ketelsmid van beroep, stierf aan een hersenvliesontsteking toen hij iets meer dan twee weken oud was. Zijn sportcarrière begon op de ski. Bij het schansspringen was hij tweede bij de Zuid-Moravische jeugdkampioenschappen. Omdat zijn broer aan discuswerpen deed, had hij de wens hem te verslaan. Dit lukte hem al twee weken nadat hij voor het eerst een discus geworpen had.
Op negentienjarige leeftijd sloot Daněk zich aan bij ČKD Blansko, waar hij zijn opleiding als metaaldraaier afsloot. Als soldaat in militaire dienst bij de grenstroepen lukte het hem om 45,27 m ver te werpen. Hierna stapte hij over naar de sportclub van het leger Rode Ster in Brno. Vanaf 1962 woonde hij ook in deze stad.

### Ernstig gewond
Kort hierna leek niet alleen zijn sportieve, maar ook zijn professionele loopbaan beëindigd, toen hij als bijrijder op een motor een ernstig verkeersongeluk kreeg. Hij liep hier verwondingen op aan zijn ruggengraat en een nier. Na vijf maanden ging hij tegen het advies van de doktoren weer aan de slag bij Brno's Jan-Šverma-Werken. Het discuswerpen deed hij nu alleen nog als hobby. De trainer van de bij de wapenfabriek aangesloten sportclub Spartak ZJŠ vroeg hem om te komen trainen en het duurde niet lang, voordat hij weer verder dan 50 meter wierp. In 1961 nam hij voor het eerst deel aan de Tsjechoslowaakse kampioenschappen en werd hierbij achtste.

### Als eerste voor de 65 m
Op zijn eerst internationale wedstrijd, de Europese kampioenschappen van 1962 in Belgrado, behaalde Daněk een negende plaats. In juni 1963 overbrugde hij met 60,04 voor het eerst de 60 meter. In 1964 maakte hij zijn doorbraak naar de wereldtop. In mei van dat jaar verbeterde hij met 62,46 het Europees record en in augustus met 64,55 zelfs voor de eerste maal het wereldrecord. Met zijn tweede wereldrecord in 1965 was hij de eerste mens op aarde die verder dan 65 meter wierp. Dat jaar won hij 41 van de 42 wedstrijden en won eveneens de open Amerikaanse kampioenschappen in San Diego. In 1967 en 1969 won hij beide keren de werelddeel-kampioenschappen tussen Europa en Amerika.

### Olympische Spelen
Op drie Olympische Spelen won Ludvík Daněk een medaille: zilver in 1964 (Tokio), brons in 1968 (Mexico-Stad) en goud in 1972 (München). Zijn grootste succes boekte hij op de Olympische Spelen van 1972 in München door goud te winnen bij het discuswerpen. Met een beste en laatste poging van 64,40 versloeg hij de Amerikaan Jay Silvester (zilver; 63,50) en de Zweed Ricky Bruch (brons; 63,40). Op de Olympische Spelen van 1976 in Montreal kwam hij niet verder dan een negende plaats.
Minder succesvol was hij op de Europese kampioenschappen. Hij nam hieraan zesmaal deel, maar won slechts twee medailles: goud in 1971 (Helsinki) en zilver in 1974 (Rome).

### Einde

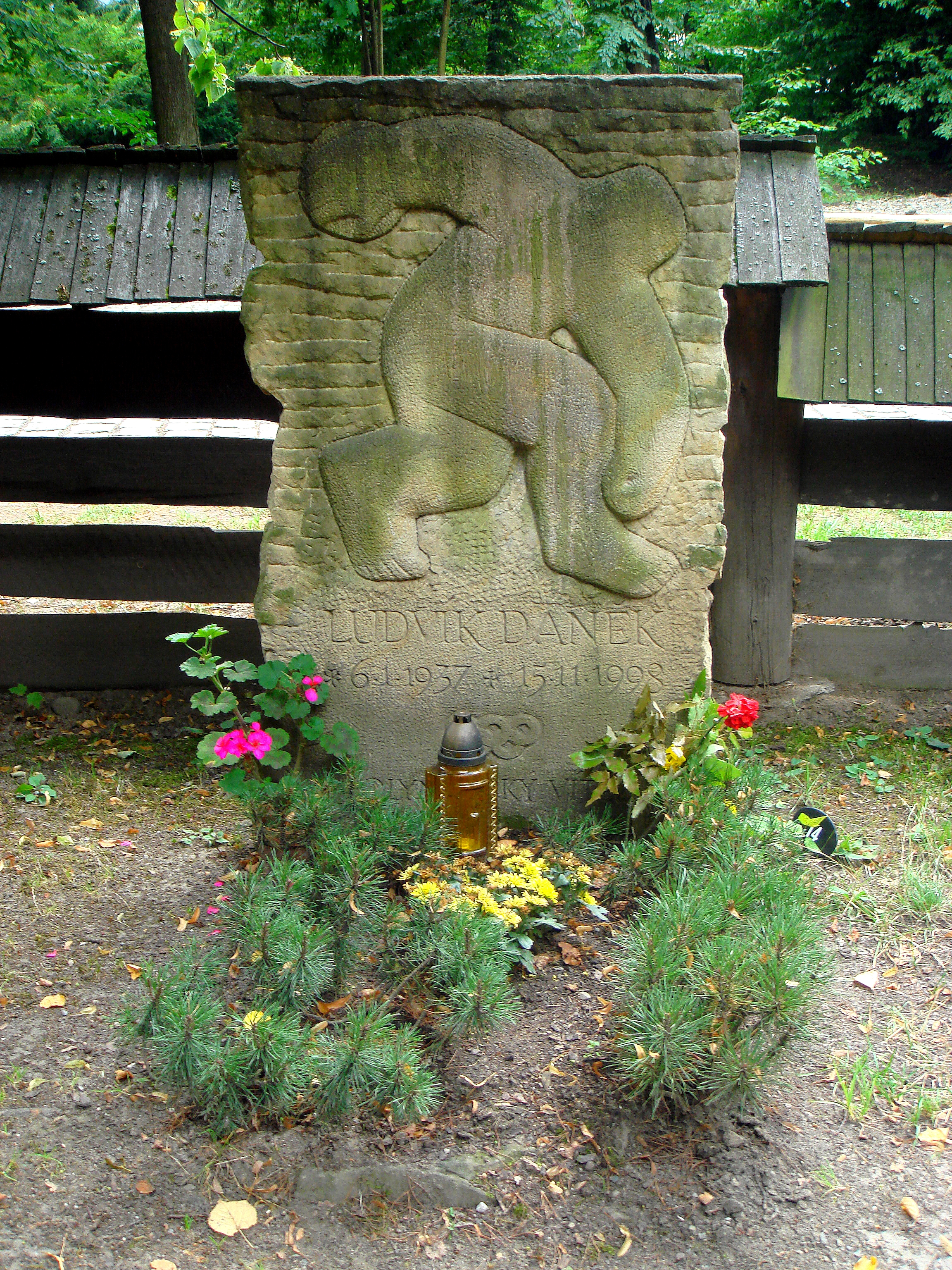
Graf van Ludvík Daněk

Na het beëindigen van zijn sportieve loopbaan werd Daněk trainer en functionaris van de Rode Ster in Praag. In de jaren negentig was hij voorzitter van de Tsjechische Olympische Sportersclub en vicevoorzitter van de Tsjechische atletiekbond.
In de ochtend van 16 november 1998 werd hij door zijn buurman dood aangetroffen in zijn woning, nadat hij een dag tevoren bij het werken in de tuin al een epilepsie-aanval had gehad. Daněk ligt begraven op de ere-begraafplaats Valašský Slavin in Roznov pod Radhostem. Zijn vrouw overleed in 1986. Uit hun huwelijk is een zoon geboren.

## Titels
- Olympisch kampioen discuswerpen - 1972
- Europees kampioen discuswerpen - 1971
- Tsjechoslowaaks kampioen discuswerpen - 1963, 1964, 1965, 1966, 1967, 1968, 1969, 1970, 1971, 1972, 1973, 1974, 1975, 1976

## Persoonlijk record
| Onderdeel    | Prestatie | Datum        | Plaats |
| ------------ | --------- | ------------ | ------ |
| discuswerpen | 67,18 m   | 10 juli 1974 | Praag  |

## Wereldrecords
| Afstand | Datum           | Plaats     |
| ------- | --------------- | ---------- |
| 66,07 m | 7 juni 1966     | Long Beach |
| 65,22 m | 12 oktober 1965 | Sokolov    |
| 64,55 m | 2 augustus 1964 | Turnov     |

## Palmares

### discuswerpen
- 1962: 9e EK - 52,12 m
- 1963:  Tsjecho-Slowaakse kamp. - 60,00 m
- 1964:  Tsjecho-Slowaakse kamp. - 59,70 m
- 1964:  OS - 60,52
- 1965:  Tsjecho-Slowaakse kamp. - 60,60 m
- 1966:  Tsjecho-Slowaakse kamp. - 59,50 m
- 1966: 5e EK - 56,25
- 1967:  Tsjecho-Slowaakse kamp. - 62,08 m
- 1968:  Tsjecho-Slowaakse kamp. - 60,68 m
- 1968:  OS - 62,92
- 1969:  Tsjecho-Slowaakse kamp. - 61,86 m
- 1969: 4e EK - 59,30
- 1970:  Tsjecho-Slowaakse kamp. - 61,78 m
- 1971:  Tsjecho-Slowaakse kamp. - 61,82 m
- 1971:  EK - 63,90
- 1972:  Tsjecho-Slowaakse kamp. - 61,36 m
- 1972:  OS - 64,40
- 1973:  Tsjecho-Slowaakse kamp. - 60,94 m
- 1974:  Tsjecho-Slowaakse kamp. - 61,58 m
- 1974:  EK - 62,76
- 1975:  Tsjecho-Slowaakse kamp. - 64,66 m
- 1976:  Tsjecho-Slowaakse kamp. - 59,96 m
- 1976: 9e OS - 61,28

## Onderscheidingen
- Tsjechoslowaaks sporter van het jaar - 1965, 1972
- Ereburger van de stad Blansko - 1995

1896: Bob Garrett ·
1900: Rudolf Bauer ·
1904: Martin Sheridan ·
1906: Martin Sheridan ·
1908: Martin Sheridan ·
1912: Armas Taipale ·
1920: Elmer Niklander ·
1924: Bud Houser ·
1928: Bud Houser ·
1932: John Anderson ·
1936: Ken Carpenter ·
1948: Adolfo Consolini ·
1952: Sim Iness ·
1956: Al Oerter ·
1960: Al Oerter ·
1964: Al Oerter ·
1968: Al Oerter ·
1972: Ludvík Daněk ·
1976: Mac Wilkins ·
1980: Viktor Rasjtsjoepkin ·
1984: Rolf Danneberg ·
1988: Jürgen Schult ·
1992: Romas Ubartas ·
1996: Lars Riedel ·
2000: Virgilijus Alekna ·
2004: Virgilijus Alekna ·
2008: Gerd Kanter ·
2012: Robert Harting ·
2016: Christoph Harting ·
2020: Daniel Ståhl ·
2024: Rojé Stona
- World Athletics: 14352447
- Nationale Bibliotheek van Tsjechië: jo20000074815
- Virtual International Authority File: 84113212